# ناصر بن محمد الجبري
ٱلسُّلۡطَانُ نَاصِرُ بۡنُ مُحَمَّدٍ ٱلۡجَبۡرِيُّ ثامن حُكَّام الدولة الجبرية، تولى حُكم الدولة خلفًا لعمه مُحمَّد بن أجود الجبري من سنة 927 هـ/ 1521 م حتى سنة 930 هـ/ 1524 م.
ورثَ السُّلطان ناصر من السلطان علي دولةً تمتدُّ نفوذها من كاظمة شمالًا إلى منطقة ظفار جنوبًا ومن إقليم البحرين شرقًا إلى اليمامة غربًا، وكانت الدولة في عهده تمرُّ في أسوء مراحلها وواجه في عهده الاستعمار البُرتُغالي في الخليج العربي في البحرين والقطيف وحاول التخلص منهم.

### فهرس المراجع
منشورات
عربيَّة
1. ↑  الخالدي (2011)، ص. 41.

### بيانات المراجع (مُرتَّبة حسب تاريخ النشر)
الكُتُب
العربيَّة
- خالد بن عزام بن حمد الخالدي؛ إيمان بنت خالد الخالدي (2011). السلطنة الجبرية: في نجد و شرق الجزيرة العربية (ط. 1). بيروت: الدار العربية للموسوعات. ISBN:978-9953-563-16-9. LCCN:2011332519. OCLC:705005796. OL:25365932M. QID:Q120997896.

| ألقاب ملكية      | ألقاب ملكية              | ألقاب ملكية     |
| ---------------- | ------------------------ | --------------- |
| سبقه عليُّ بن أجود | سُلطان الجبور 1521 - 1524 | تبعه قطن بن علي |